# Hildegardia
Hildegardia é um género botânico pertencente à família Malvaceae.
- Commons
- Wikispecies

1. ↑  «Hildegardia — World Flora Online». www.worldfloraonline.org. Consultado em 19 de agosto de 2020